# Monomma antinorii
Monomma antinorii es una especie de coleóptero de la familia Monommatidae. Presenta la siguiente subespecie: Monomma antinorii colini.

## Distribución geográfica
Habita en Bogos África.